# Vereenigde Amsterdamsche Compagnie

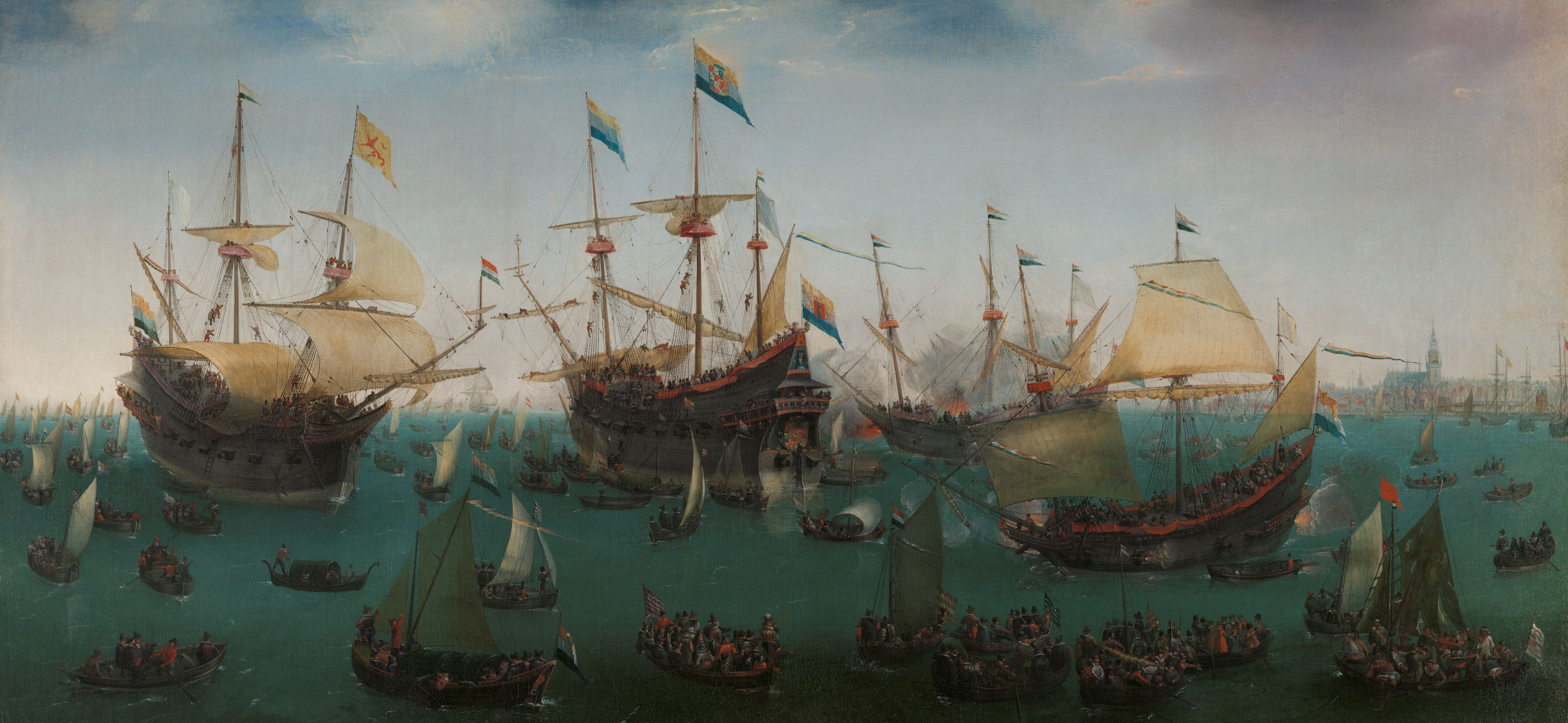
Terugkeer van de tweede Azië-expeditie van Jacob van Neck in 1599 door Cornelis Vroom (ca. 1591-1661)

De Vereenigde Amsterdamsche Compagnie of Verenigde Amsterdamse Compagnie was een voorcompagnie van de Republiek der Zeven Verenigde Nederlanden en is voortgekomen uit de Oude Compagnie en de (Nieuwe) Brabantse Compagnie.

## Geschiedenis
Voordat de VOC (I+J+K+L) in 1602 het licht zag bestonden er in het tijdsbestek van zeven jaar 12 verschillende voorcompagnieën:
| - Compagnie van Verre (A) 1595 - Nieuwe of Tweede Compagnie (B) 1597 - Oude Compagnie (C) 1598 (A+B) - (Nieuwe) Brabantse Compagnie (H) 1599 | - Magelhaense Compagnie - Rotterdam (D) 1598 - Magelhaense Compagnie - Amsterdam (E) 1598 - Veerse Compagnie (F) 1598 - Middelburgse Compagnie (G) 1598 | - Verenigde Amsterdamse Compagnie (I) 1601 (C+H) - Compagnie van De Moucheron (J) 1601 - Delftse Vennootschap (K) 1601 (D+E) - Vereenigde Zeeuwsche Compagnie (L) 1601 (F+G) |

Volgens een tijdgenoot "zeilde men elkaar het geld uit de beurs en de schoenen van de voeten". In totaal werden er tussen 1594 en 1601 vijftien expedities uitgestuurd waaraan 65 schepen deelnamen, inclusief de vier schepen van de vloot Eerste Schipvaart, en exclusief de drie barre en mislukte tochten via de Noordkaap.

## De Atjehse vloot
De Atjehse vloot van de Verenigde Amsterdamse Compagnie vertrok op 23 april 1601, samen met vloot van de Vijfde Scheepvaart (Oude Compagnie). Ze gingen op 8 mei 1601 uit elkaar in een Atjehse vloot en een Molukse vloot. De Atjehse vloot bestond uit de schepen Amsterdam, Hoorn, Enkhuizen, Alkmaar, Swarte Leeuw, Witte Leeuw, Groene Leeuw, Rode Leeuw, en stond onder leiding van Jacob van Heemskerck. Op 11 mei 1602 vertrok de Atjehse vloot vanuit Bantam naar Sint-Helena. Op 25 november 1602 troffen de reeds aangemeerde Enkhuizen, de Hoorn, de Amsterdam, de Groene Leeuw en de Zwarte Leeuw te Sint-Helena, twee schepen van de Molukse vloot; de Gelderland en de Zeeland. Op 23 december vertrokken de 7 schepen richting Brazilië. De vloot meerde aan op het eiland Fernando de Noronha op 9 januari 1603, waar de beoogde handel tegenviel. In april 1603 bereikten de zeven schepen Patria (Texel).